# Combretum aculeatum
Combretum aculeatum là một loài thực vật có hoa trong họ Trâm bầu. Loài này được Vent. mô tả khoa học đầu tiên năm 1808.